# Maria do Céu Patrão Neves
Maria do Céu Patrão Neves de Frias Martins (Lisboa, 26 de Abril de 1959) é Professora Catedrática de Ética, tendo-se especializado em Éticas Aplicadas e, particularmente, em Bioética ou ética aplicada à vida. 
Foi consultora do Presidente da República Portuguesa para a Ética da Vida, bem como de Agricultura e Pescas. Foi Eurodeputada pelo PPE entre 2009 e 2014, onde serviu nas Comissões Parlamentares da Agricultura e Desenvolvimento Rural e na das Pescas

## Biografia
Maria do Céu Patrão Neves nasceu em Lisboa, em 1959, segunda filha de entre quatro irmãos. Aí viveu até 1984, data em que, por razões profissionais, optou viver em Ponta Delgada, nos Açores. Aí casou, em 1986, e teve um filho em 1990.
Ingressou na Universidade dos Açores em 1984, como assistente estagiária na área da Filosofia, e aí desenvolveu a sua carreira universitária, sendo Professora Catedrática de Filosofia, na área da Ética, desde 2000.

## Percurso Académico
O seu percurso filosófico iniciou-se na Faculdade de Letras, da Universidade de Lisboa, onde concluiu a Licenciatura em Filosofia, em 1981, e obteve o grau de Mestre em Filosofia, área da Metafísica e Antropologia em 1986, com uma dissertação sobre o "Problema do conhecimento em Blondel e a sua relevância em «Le Procès de l'Intelligence»", orientada pelo Prof. Doutor Mário Pacheco, da Faculdade de Letras da Universidade de Lisboa). Esta dissertação constituiria a base do texto “O Problema blondeliano do conhecimento e a sua relevância em «Le Procès de l'Intelligence»”.
Estagiou nos Archives Maurice Blondel, da Université Catholique de Louvain-la-Neuve (Bélgica), tendo sido orientada pelos Professores Mário Pacheco, da Faculdade de Letras de Lisboa, e Claude Troisfontaines, da Université Catholique de Louvain-la-Neuve, para obtenção do grau de Doutor em Filosofia, área da Filosofia do Conhecimento, na Universidade dos Açores, em 1991, com uma dissertação sobre a "Problemática do «Pensamento» na filosofia de Blondel. Esboço de uma teoria da Natureza e do Espírito". Esta dissertação constituiria a base da obra "A Problemática do «Pensamento» em Blondel. Esboço de uma teoria da Natureza e de uma doutrina do Espírito".
Posteriormente, fez concurso para Professora Associada na disciplina de Antropologia Filosófica, em 1996, e realizou Provas de Agregação na disciplina de Axiologia e Ética, em 1998, vindo a aceder à Cátedra em 2000.
Paralelamente desenvolveu formação académica específica na área da Bioética tendo realizado um pós-doutoramento (1992-1993) no Kennedy Institute of Ethics, na Georgetown University, em Washington, D.C., onde passou também o seu primeiro ano sabático, entre 1999-2000.
Desenvolveu actividade profissional em Portugal e no estrangeiro, onde exerceu diversas funções académico-científicas como sejam:
- American University of Sovereign Nations/AUSN Visiting Professor of BioEthics, Public Health and Research Policies (2015…);
- integra o grupo de Especialistas em Ética (ethics experts) da Comissão Europeia (2015…);
- integra o Conselho Científico do Instituto de Bioética da Universidade Católica Portuguesa (2015…);
- consultora para a Ética da Vida do Presidente da República Portuguesa (2014-2016);
- integra o Comité Executivo da federação Europeia One of Us (2014…)
- deputada ao Parlamento Europeu, servindo nas Comissões Parlamentares da Agricultura e Desenvolvimento Rural e na das Pescas (2009-2014)[3];
- integra o Editorial Board da Encyclopedia of Global Bioethics (2013-2016);
- consultora para a Ética da Vida do Presidente da República Portuguesa (2006-2009);
- coordenadora científica e pedagógica da área da Filosofia, da Universidade dos Açores (2005-2009);
- integra o grupo de Especialistas em Ética (individual experts in ethics) do “Global Ethics Observatory/GEObs”, da UNESCO (2005...)[4];
- membro do “Conselho de Directores” da International Association of Bioethics (2003-2009), sendo a Coordenadora das International Networks da IAB (2004-2009) e integrando o seu Conselho Executivo (2007-2009);
- membro do Conselho Nacional de Ética para as Ciências da Vida, pertencendo também à sua Comissão Coordenadora (2003-2014);
- membro da Comissão de Ética para a Saúde no Hospital de Ponta Delgada (2001-2009) e sua consultora (2010…);
- interlocutora portuguesa nas relações Luso-Brasileiras em Bioética (2001...);
- fundadora e coordenadora do Pólo Açores do Centro de Estudos de Bioética (1995-2012.

Entre a sua actividade no domínio da Bioética destaca-se o seu desempenho na delegação de Portugal em representação do Ministério da Ciência e Ensino Superior, nas reuniões intergovernamentais de peritos para discussão do anteprojecto da Declaração Universal de Bioética (UNESCO), tendo sido a proponente do “Princípio do respeito pela vulnerabilidade humana e integridade pessoal” e da ordenação dos princípios da Declaração.
Desde 2023, é sócia correspondente da Classe de Letras da Academia das Ciências de Lisboa (3.ª Secção - Filosofia, Psicologia e Ciências da Educação).

## Actividade Política
Ao longo da sua carreira académica desenvolveu regularmente uma participação cívica activa: através de acções frequentemente associadas à sua formação profissional, como conferencista em centenas reuniões de diferente natureza (congressos, colóquios, simpósios, workshops) e ao serviço de diferentes instituições. No âmbito especificamente político, participou em reflexões organizadas pelo Partido Social Democrata/PSD e abertas a independentes.
Tomou uma participação mais activa quando, em 2006 e em 2011, foi mandatária para os Açores das duas candidaturas de Aníbal Cavaco Silva à Presidência da República.
Em 2009, integrou a lista do PSD às eleições europeias e foi eleita Deputada ao Parlamento Europeu, onde serviu, até 2014, nas Comissões Parlamentares da Agricultura e Desenvolvimento Rural e na das Pescas, integrando igualmente a Delegação para as Relações com o Canadá e a Delegação à Assembleia Parlamentar Paritária ACP-EU. No âmbito da sua actividade política publicou "No Trilho do Projecto Europeu: uma experiência no Parlamento em prol dos Açores" .
Foi consultora do Presidente da República Portuguesa para a Agricultura e Desenvolvimento Rural e para as Pescas.